# Awatef Jendoubi
Awatef Jendoubi (arabe : عواطف الجندوبي) est une actrice tunisienne. 
Elle tient le rôle principal dans Fatma, premier long métrage de Khaled Ghorbal. Elle reçoit le prix de la meilleure actrice au Festival panafricain du cinéma et de la télévision de Ouagadougou en 2003.

## Cinéma
- 2001 : Fatma de Khaled Ghorbal[2]
- 2005 : Junun de Fadhel Jaïbi
- 2008 : Un si beau voyage de Khaled Ghorbal : Leila

## Théâtre
- 2001 : Junun, texte de Jalila Baccar avec une mise en scène de Fadhel Jaïbi